# Semiothisa costanuda
Semiothisa costanuda är en fjärilsart som beskrevs av Barend J. Lempke 1952. Semiothisa costanuda ingår i släktet Semiothisa och familjen mätare. Inga underarter finns listade i Catalogue of Life.